# Baskerlandet
 Denne artikel omhandler det interstatslige landområde Baskerlandet. Opslagsordet har også en anden betydning, se Baskerlandet (region i Spanien).
Baskerlandet eller Baskien (baskisk: Euskal Herria) er et område i Europa i det vestlige Pyrenæerne, der strækker sig over grænsen mellem Frankrig og Spanien på Atlanterhavskysten.
Baskerlandet består dels af den spanske selvstyrende region "Baskerlandet" (baskisk: Euskadi, spansk: País Vasco) (7,234 km²), dels af regionen Navarra (baskisk: Nafarroa) (10,391 km²) og de nordlige baskiske områder, Lapurdi (fransk: Labourd), Nafarroa Behera (fransk: Basse-Navarre) og Zuberoa (fransk: Soule) (i alt 2,995 km²) i Frankrig.
De tre provinser Araba (Álava på spansk), Bizkaia (Vizcaya på spansk) og Gipuzkoa (Guipúzcoa på spansk) udgør den spanske autonome region País Vasco på spansk, Euskadi på baskisk.
I den spanske forfatning fra 1978 hedder det, at Navarra kan blive en del af den selvstyrende region Baskerlandet, hvis det vedtages ved en folkeafstemning. Indtil videre har de regionale valg været en klar afvisning af denne mulighed.
Baskerlandets syv provinser:
- Araba
- Bizkaia
- Gipuzkoa
- Nafarroa
- Lapurdi
- Nafarroa Behera
- Zuberoa

Baskerlandets nationalsport er boldspillet pelota, hvor to til fire deltagere skiftes til at slå en lille læderbold mod en mur med hænderne. Det særprægede spil er skildret i Jørgen Leths dokumentarfilm Pelota fra 1983. Andre sportsgrene som fodbold og cykling er også meget populære i Baskerlandet. Udøvere og hold fra regionen har om ikke andet haft udmærket succes i begge typer af sport.

## Historie
Baskerne og deres sprog bliver første gang nævnt, da romerne i år 19 f.Kr. erobrede den pyrenæiske halvø. Fra 1100-tallet til 1876 havde baskerne  selvstyre og nogle særrettigheder (fueros) givet af kongemagten. Da industrialiseringen i 1800-tallet nåede Baskerlandet især i provinsen Bizkaia omkring byen Bilbao, skabtes en mineindustri (jernmalm) og sværindustri (stål). Udenlandsk kapital kom til området hovedsageligt fra Storbritannien, som var leverandør af kul. Industrialisering medførte en kulturel splittelse mellem de spansk dominerede byer og det baskiske bondeland. Selvstyret blev endegyldigt ophævet i 1876, og de særlige rettigheder i forhold til den spanske (castilianske) kongemagt bortfaldt.
Kulturel og sproglig opblomstring fulgte industrialiseringen og dermed også et ønske om selvstyre. Baskerne satte fokus på deres særegne sprog, oprindelse og kultur. I 1892 blev det baskiske nationalistparti, Partido Nacionalista Vasca (PNV), stiftet med Sabino de Arana y Goiri i spidsen. Han kaldte de baskiske provinser Euskadi og udarbejde et ortografisk system, en baskisk grammatik  og tegnede det baskiske flag ikurriña. Baskerne kæmpede under Den spanske borgerkrig (1936-1939) på republikansk side mod Franco, og bombningen af den baskiske by Guernica blev et symbol på krigens grusomhed på Pablo Picassos berømte maleri Guernica.
Baskernes kultur har gennem tiderne adskilt sig en smule fra den spanske, men ikke desto mindre er regionen - om end i høj grad selvstyrende - stadig en del af Spanien på trods af de enkelte forskelle.

## Galleri
- Udsigt over Bilbao
- Landskab i Nafarroa Beherea, Frankrig
- Pilotabane i Ascain, Lapurdi, Frankrig